# Вельяминов, Михаил Иванович
Михаил Иванович Вельяминов — московский дворянин, из рода Вельяминовых-Зерновых.

## Биография
Служил московским дворянином с 1588/89 — по 1605 г.
Посланный в 1595 г. с дьяком А. Власьевым к двору императора Рудольфа II, среди участников посольства был также А. С. Алябьев. Михайло Вельяминову поручено было отвезти Рудольфу субсидию для войны с турками. Субсидия эта состояла из пушного товара — лисиц, куниц, соболей, бобров, волков и белок. Привезенные меха были оценены тамошними купцами в 150 000 флоринов (по донесению Вельяминова — 400 000 рублей). Реализация этой суммы была поручена влиятельному торговому союзу северо-западной Европы Ганзе.

## Семья
Имел двоих сыновей: Ивана и Силу, которые с 1588/89 г. служили жильцами (о других детях неизвестно). Сила Михайлович Вельяминов-Зернов в Росписи назван стольником, выставившим 3 конных воинов.
Был брат — Юрий Иванович, который также служил московским дворянином с 1588/89 — по 1605 гг. В августе 1585 г. был в списке дворян, намеченных к участию в Шведском походе 1589—1590 гг., в частности был послан с деньгами в Смоленск и в дальнейшем должен был идти со стрельцами в Новгород. Но уже в 1604 г. в Росписи русского войска, посланного против самозванца в 1604 г., его вдова Ефросинья посылает 2 конных воинов с поместья из Старицы.